# Schwungzither

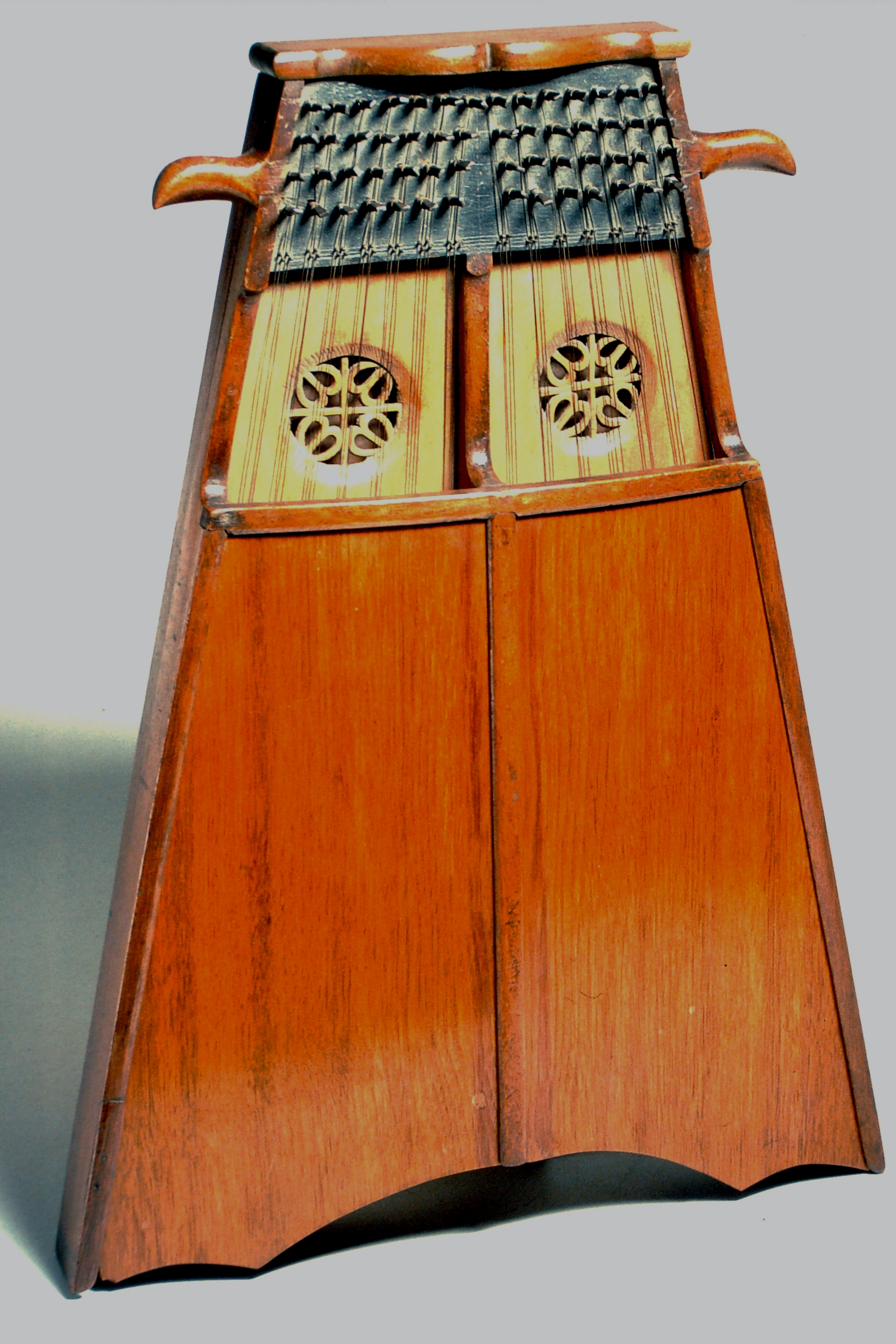
Bei A. J. Hipkins (1888) abgebildete Schwungzither, die mutmaßlich von John Simcock in den 1760er Jahren gebaut wurde. Metropolitan Museum of Art

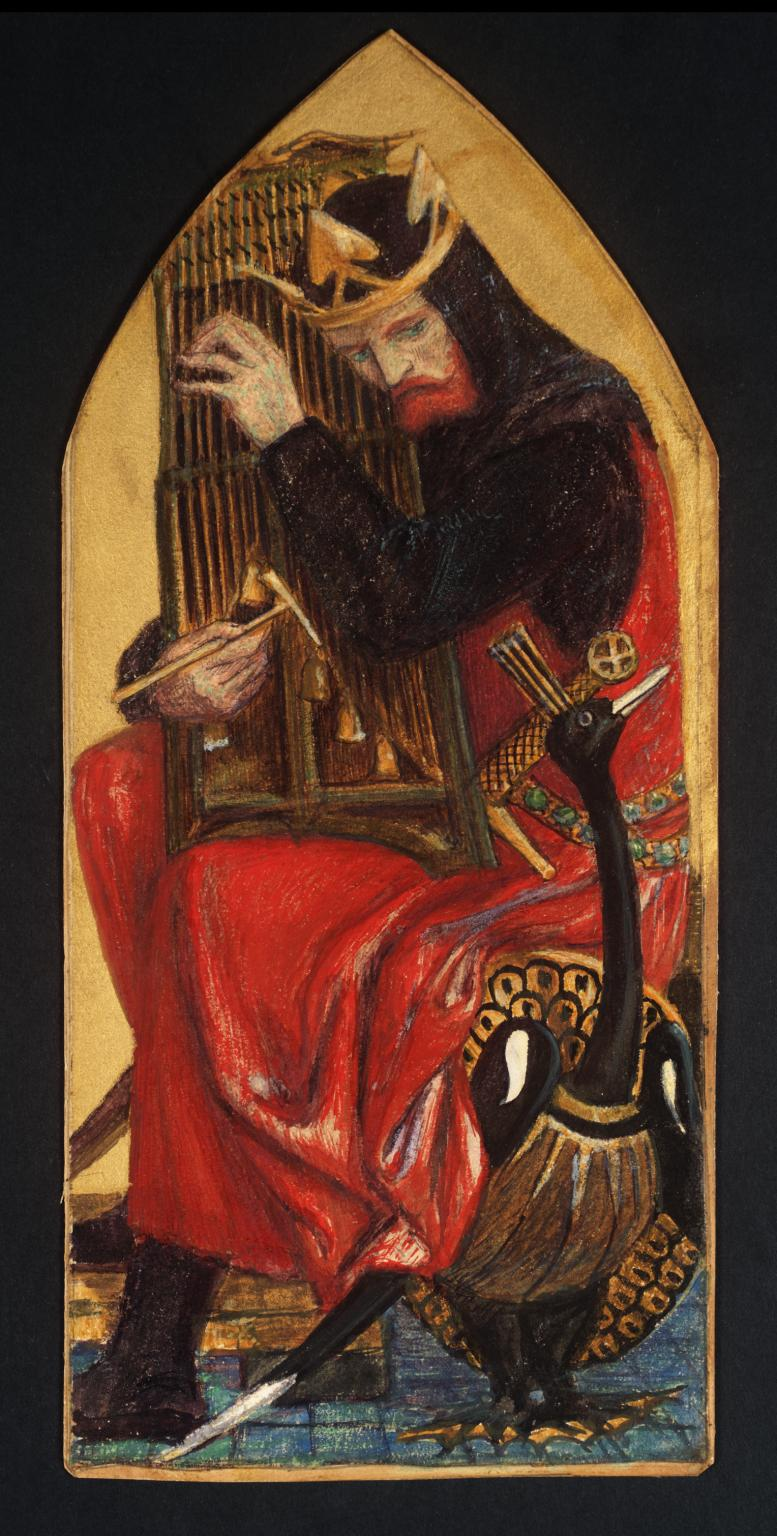
Dante Gabriel Rossetti – Der Same Davids, 1856.

Schwungzither, englisch Bell harp, ist eine historische langrechteckige Kastenzither, die nach verbreiteter Ansicht um 1700, vermutlich aber erst Mitte des 18. Jahrhunderts in England zunächst unter dem Namen English harp eingeführt wurde und in einer vereinfachten Form – als fairy bells bezeichnet – Mitte des 19. bis Anfang des 20. Jahrhunderts englischen und französischen Straßenmusikern für die Unterhaltungsmusik diente. Der Spieler schwenkte diese Bauart eines griffbrettlosen Psalteriums, während er die Saiten zupfte, in einer Seitwärtsbewegung hin und her, wodurch ein atmosphärisch-schwebender Klang entstand. Die Version im 18. Jahrhundert besaß 14 bis 24, typischerweise 16 drei- oder vierchörige Saiten, die spätere Version im 19. Jahrhundert war auf 8 bis 17 einzelne Saiten reduziert.

## Verbreitung der Psalterien
Die Form der in der griechischen Antike psaltērion genannten Saiteninstrumente ist unklar, es könnten Leiern, Harfen oder Zithern gewesen sein; bekannt ist nur, dass ihre Saiten mit bloßen Fingern gezupft und nicht mit einem Plektrum angerissen wurden. Auch aus den frühchristlichen lateinischen Bibelübersetzungen mit psalterium für die hebräische Bezeichnung nevel lässt sich dessen Form nicht erschließen. Der mit den Fingern gezupfte nevel war vermutlich wie der kinnor eine Leier, auch wenn Curt Sachs (1940) die Überzeugung vertrat, es handele sich beim psalterion/psalterium der antiken und frühchristlichen Autoren um eine vertikale Winkelharfe.
Ab dem späten Mittelalter wurde unter Psalterium eine gezupfte oder mit Klöppeln geschlagene Kastenzither verstanden, deren Vorbilder mit der arabischen Kastenzither kanun und dem persischen Hackbrett santur mutmaßlich aus dem Orient stammen. Psalterien erscheinen in unterschiedlichen Größen und Formen auf mittelalterlichen christlichen Darstellungen. Im 14. Jahrhundert wurde ein flügelförmiger Typ mit dem Namenszusatz ala bohemica („böhmischer Flügel“) von einem helmförmigen, in osteuropäischen Ländern husle genannten Typ unterschieden. Hinzu kamen zahlreiche Varianten, die sich – wie die finnische kantele – in der regionalen Volksmusik etablierten. In Westeuropa waren dem gegenüber die mittelalterlichen Psalterien der klassischen Musik im 16. Jahrhundert auf dem Rückzug. Sebastian Virdung notierte 1511, ein dreieckiges Psalterium werde noch immer verwendet, während Michael Praetorius 1619 das Psalterium nicht mehr aus eigener Anschauung kannte.
Stattdessen traten bereits im Mittelalter aus der Musik der Spielleute bekannte Saiteninstrumente hervor, die instrumentenkundlich Mischformen darstellen: etwa bis ins 19. Jahrhundert die walisische Leier mit Griffbrett crwth, die unter anderem Vorbild für die schwedische gestrichene Leier talharpa wurde, und die seit dem 12. Jahrhundert belegte Spitzharfe (italienisch arpanetta, davon deutsch Harfenett), die im 17. und 18. Jahrhundert wiederauflebte. Die senkrecht auf einen Tisch gestellte Spitzharfe ist nach ihrem Korpus eine Kastenzither, die beidseitig mit Saiten bespannt zu einer „Harfenzither“ wird. Ein Volksmusikinstrument mit einer ungewöhnlichen Tonerzeugung ist das vom 14. bis ins 19. Jahrhundert und noch heute bei den Basken (ttun-ttun) verwendete tambourin de Béarn, ein langrechteckiges Hackbrett, dessen Saiten mit einem Stöckchen geschlagen werden, damit der Straßenmusiker eine rhythmische Bordunbegleitung zu der mit der anderen Hand gehaltenen Einhandflöte erhält.

## Herkunft

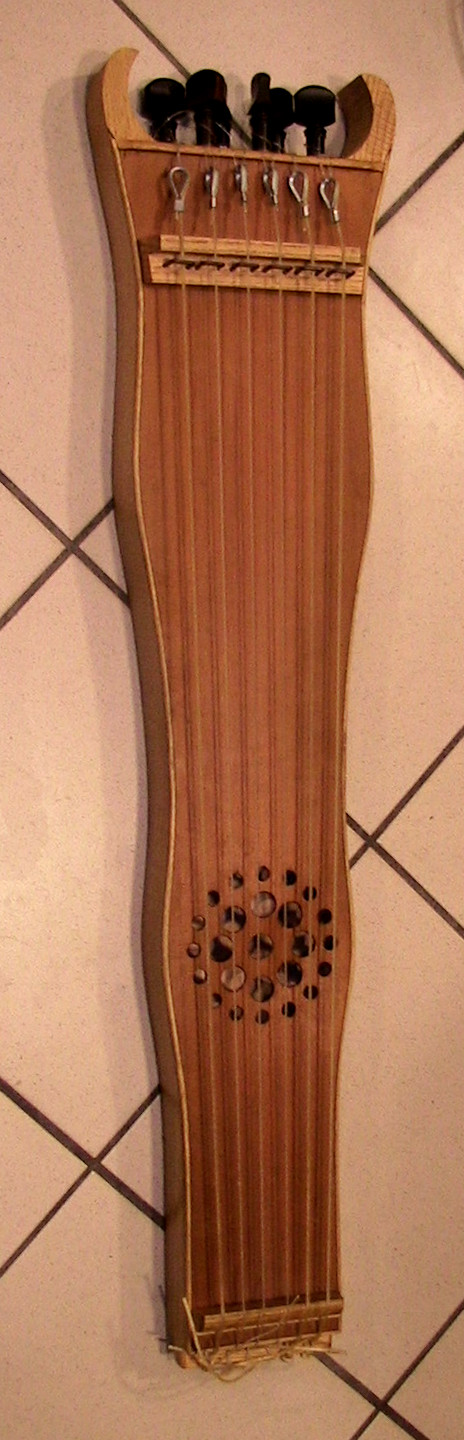
Ttun-ttun in der baskischen Volksmusik

Die Schwungzither füllte mit ihrer ebenso eigenartigen Tonerzeugung eine ähnliche Nische in der Unterhaltungsmusik und gehörte mit dem tambourin de Béarn, der isländischen gestrichenen Kastenzither fiðla oder der französischen Bordunzither épinette des Vosges zu den in der Volksmusik entwickelten Rechteckpsalterien.
Als Erfinder der Schwungzither gilt der englische Soldat John Simcock aus Bath, der nach älterer Ansicht um 1700 ein zunächst English harp genanntes Instrument eingeführt haben soll. Harp („Harfe“) für eine Kastenzither ist klassifikatorisch unzutreffend und könnte sich allenfalls auf die feinen Saitentöne beziehen. Weshalb dieses Instrument dann den Namen Bell harp erhielt, ist spekulativ. Möglicherweise sollte ein Offizier namens Bell in Simcocks Regiment geehrt werden oder der durch die Seitwärtsbewegung entstehende Klang erinnerte an eine schwingende Glocke (englisch bell). Vielleicht erschien auch die Form des Kastens wie der Querschnitt durch eine Glocke. Letzteres geht aus der Beschreibung des englischen Komponisten und Hymnendichters William Tans’ur (1706–1783) hervor, der in The Elements of Music Displayed (1772) in einem Abschnitt nacheinander das dreieckige Hackbrett, die Schwungzither und die Äolsharfe erwähnt. Demnach besaß die Schwungzither die Form einer Glocke und die Saiten wurden mit Plektren an beiden Daumen angerissen. Durch die gleichzeitige Bewegung soll sich ein recht angenehm zu hörender Klang ergeben haben. Francis W. Galpin (1910) hält die Assoziation mit dem Läuten von Glocken für wahrscheinlich namensgebend. Die Anordnung der Saiten und die Reihenfolge, mit der sie gezupft werden, könnte auch in einem Zusammenhang mit dem in England praktizierten Wechselläuten gestanden haben.
Der deutsch-britische Musikwissenschaftler Carl Engel beschreibt in Musical Myths and Facts (1876) eine Schwungzither, die John Simcock um 1700 in Bath erfunden habe, mit der Inschrift: „Bath, John Simcock, inventor and maker“. Passend dazu zitiert A. J. Hipkins in Musical Instruments. Historic, Rare and Unique (1888) bei der in Tafel XXX abgebildeten Schwungzither das Etikett eines Instruments aus der Sammlung der Engländerin Ellen Ann Wilmott aus Warley Place in Essex, Mitglied der Royal Horticultural Society:

„John Simcock, in the Right Honorable the Earl of Ancram's regiment of Dragoons, and in Captain Bell's troop, makes, mends, and sells the English harp; although instructs gentlemen in the best mode of playing that instrument.“

Hipkins ergänzt noch zur Person des Earl of Ancram, es handle sich um Robert, den dritten Earl of Ancram, später Marquis of Lothian, der im Jahr 1696 zum Colonel des siebten Dragonerregiments ernannt worden war. Diese Angaben zur Herkunft wurden von der einschlägigen Literatur im 20. Jahrhundert einschließlich dem Grove Dictionary of Music and Musicians bis zur aktuellen Ausgabe von 2001 übernommen. Obwohl die Zeit zuverlässig bestimmt erscheint, zieht Eric Halfpenny (1978) diese in Zweifel. Ihm zufolge gab es in jenem siebten Regiment nie einen Captain Bell, dafür fand er einen Captain David Bell, der am 8. April 1755 in das elfte Regiment aufgenommen wurde. Das elfte Regiment befehligte seit 1752 ein Earl namens William Henry (1710–1775). Da Anfang des Jahres 1761 Captain Bell wegbefördert wurde, kann, so schließt Halfpenny, Simcock nur zwischen 1755 und 1761 unter ihm gedient haben. Während dieser Zeit gibt es jedoch keinen Hinweis, dass das Dragonerregiment in Bath stationiert gewesen sein könnte. Wirtschaftliche Aktivitäten in Bath wurden zu jener Zeit im Bath Journal veröffentlicht. Von Simcock ist darin laut Halfpenny nur in der Ausgabe vom 3. Oktober 1763 etwas zu lesen, als er das von ihm hergestellte Instrument anpreist und sich als musikalischer Lehrer für dasselbe empfiehlt. Damit ist für Halfpenny nachgewiesen, dass Simcock seine Schwungzither nach der Mitte des 18. Jahrhunderts und nicht am Anfang des Jahrhunderts einführte. Simcock nannte seine Erfindung stets English harp und nicht Bell harp. Diese Datierung übernahm das Victoria and Albert Museum in London für die Beschreibung eines Exemplars in ihrer Sammlung, das 1882 aus dem Besitz von Carl Engel angekauft wurde.
Halfpennys Datierung bestätigt Ian Woodfield in einer kurzen Anmerkung von 1980, in der er eine frühere, von Halfpenny übersehene Annonce im Bath Journal vom 29. Oktober 1760 anführt. Daraus geht hervor, dass John Simcock, vormals Trommler beim elften Dragonerregiment, eine neuartige „English Harp“ erfand. Woodfield findet auch einen musikalischen Bezug des späteren Namens bell harp zum Glockenläuten, denn im Bath Journal vom 4. Mai 1761 ist die Ankündigung zu lesen:

„Mr. Simcock (the Inventor and Maker of the English Harp) at the Desire of several Ladies and Gentlemen, proposes playing on St. Michael’s Bells in this City, on Thursday next Inst. at Twelve o’Clock.“

Daraus geht hervor, dass Simcock auch als Wechselläuter tätig war. Ergänzend zur offenbar bestätigten Verbindung von Schwungzither und Wechselläuten zitiert Woodfield die Notiz eines gewissen Parson James Woodforde in Weston Longeville (Norfolk), zu dem in den Jahren 1778, 1785 und 1789 jeweils einige Tage nach Weihnachten ein Musiker ins Haus kam und mit zehn Handglocken ein Wechselläuten vorführte. Im Jahr 1790 brachte derselbe Musiker jedoch erstmals eine Schwungzither mit. In späteren Jahren trat der Musiker noch mehrmals mit seiner Schwungzither auf. Möglicherweise ist dies ein Hinweis auf eine kulturelle Nische im ländlichen England, in der die Schwungzither bis ins 19. Jahrhundert überlebt haben könnte. Diese ureigene englische Tradition mag auch den ursprünglichen Namen English harp erklären.

## Bauform und Spielweise

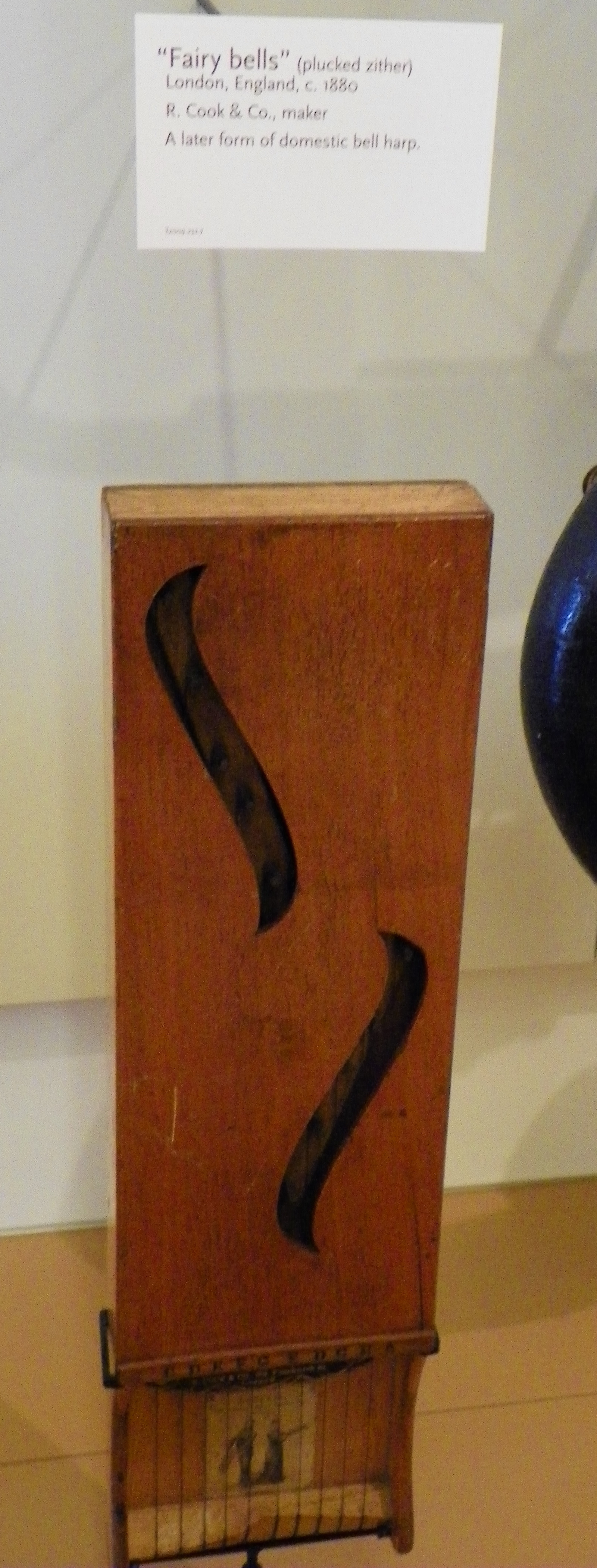
Fairy bells genannte Schwungzither mit zehn Saiten nach der Wiederbelebung des Instruments im 19. Jahrhundert. Hersteller Richard Cook & Co, London, um 1880.

Die Schwungzither ist von etlichen Museumsexemplaren und Buchabbildungen bekannt. Die aus dem 18. Jahrhundert erhaltenen Exemplare sind Kastenzithern mit einem langrechteckigen oder trapezoiden Korpus, der am fernen, breiteren Ende eine flügelförmige Gestalt annimmt. Die Saiten verlaufen in Längsrichtung innen durch den Korpus – nicht genau parallel, sondern sich der Korpusform entsprechend etwas verbreiternd. Sie liegen nur in einem Fenster an der Oberseite des nahen, schmäleren Endes frei, wo sie an drei oder vier Reihen von Stimmschrauben festgebunden sind. Der Musiker hält das Instrument mit beiden Händen seitlich an diesem Ende und zupft die Saiten mit an den Daumen festgeklemmten Plektren. Um das Instrument sicherer halten zu können, sind im Bereich der Hände seitlich abstehende Holzzapfen angebracht. Diese leicht gebogenen Zapfen verstärken die Assoziation des Instruments mit einer Glocke, indem sie bei entsprechendem Bewegungsverlauf als die in Ruhe befindliche Halterung einer Kirchenglocke erscheinen. Das von Hipkins (1888) gezeigte Instrument besteht aus Mahagoni und besitzt 14 vierchörige Messingsaiten. Die Gesamtlänge beträgt 53 Zentimeter, die Breite nimmt von 16,5 Zentimetern bis 34 Zentimeter am Flügelende zu. Hipkins erwähnt, dass Simcock auch Schwungzithern mit einer größeren Zahl von Saiten in jeweils drei Chören anfertigte, wobei die tiefste Saite lediglich einfach vorhanden war. Nach Francis W. Galpin (1910) besaß die Schwungzither zunächst generell 16 dreichörige Saiten, die für den rechten Daumen d3–c♯3–b2–a2–g2–f♯2–e2–d2–d1 und für den linken Daumen c♯2–c2–b1–a1–g1–f♯1–e1 gestimmt sind. Später wurden Instrumente mit bis zu 24 Saiten gebaut.
Üblicherweise ist die Tonskala diatonisch bei einem Tonumfang von etwa zwei Oktaven. Zwischen den Saiten für den linken und rechten Daumen verläuft ein Trennsteg längs mittig durch den Kasten. Die kürzesten, höchsten Saiten sind in der Mitte und die tiefsten Saiten sind an den Seiten angebracht. Während der Musiker die Saiten zupft, schwenkt er den gesamten Kasten um eine Armeslänge seitwärts hin und her. Diese Schwenkbewegung wird wohl nicht in Kopfhöhe des Musikers erfolgt sein, wie häufig vermutet. Um darauf hinzuweisen, dass die Schwungzither eher auf gänzlich andere Weise bewegt worden sein dürfte, zitiert Halfpenny die Erzählung eines Mannes, der in seiner Jugend in den letzten Jahrzehnten des 19. Jahrhunderts seinen Großvater zusammen mit dessen Bruder Schwungzither spielen hörte und sah. Die beiden schwangen ihre Instrumente erst sanft wie Pendel und später, beim Crescendo, drehten sie sich wild im Uhrzeigersinn im Kreis. Ihr Instrument war eine einfachere Version von Simrocks Schwungzither mit nur acht einzelnen Saiten in einem kleinen rechteckigen Korpus. Die Saitenstimmung ist mit C–D–E–F und C–B–A–G auf dem Korpus markiert. Bei der hier beschriebenen Spielweise wird das Instrument mit ausgestreckten Armen nach unten gehalten und in Kniehöhe des Spielers seitwärts bewegt. Diese Haltung macht deshalb Sinn, weil dem Publikum nicht die unschöne Unterseite, sondern die mit Deckbrettern gestaltete Oberseite und das Spiel mit den Daumen gezeigt wird.
Die erwähnte einfache Ausführung beschreibt die nach der Wiederbelebung des Instruments in der zweiten Hälfte des 19. Jahrhunderts gebauten Formen. Hiervon lassen sich zwei Größen unterscheiden. Neben dem kleinen Modell mit acht diatonischen Saiten und einem Tonumfang von einer Oktave wurden größere Modelle mit siebzehn einzelnen chromatischen Saiten und einem Tonumfang von einer Dezime hergestellt. Deren Saiten sind auf C–C♯–D–D♯–E–F–F♯–G–G♯ und E–D♯–D–C♯–C–B–A♯–A gestimmt. Von diesen späten, fairy bells genannten Instrumenten sind zwei Exemplare in jeder Größe in verschiedenen Museen erhalten, die sehr wahrscheinlich aus derselben Werkstatt stammen. An einem der Exemplare ist das originale Etikett der Firma Richard Cook & Co, London, mit dem Namen „Fairy Bells“ erhalten. Der erwähnte Hersteller war von 1864 bis 1884 unter der angegebenen Adresse aktiv. In diesen 21 Jahren müssen die erhaltenen Exemplare angefertigt worden sein.
Während eine der Verwendungen der Schwungzither in der zweiten Hälfte des 18. Jahrhunderts womöglich in England im Ersatz für das Wechselläuten von Glocken bestand, dienten die einfacheren Instrumente ein Jahrhundert später Amateuren zur Unterhaltung oder wurden bei Aufführungen von Wandermusikern eingesetzt. Letzteres zeigt eine vermutlich um 1910 gedruckte Postkarte mit der offenbar einzigen erhaltenen Fotografie von Schwungzither spielenden Musikern. Zu sehen sind zwei steif dastehende Herren mit dunklen Anzügen, weißen Hemden und weißen Fliegen, die ihre Instrumente einsatzfähig von der Hüfte abwärts halten. Getrennt sind sie durch ein großes Gestell mit 21 Röhrenglocken in der Bildmitte und einem mittig davor aufgestellten trapezförmigen Hackbrett. Vor dem Hackbrett liegen drei Gefäßflöten am Boden.